# Карпентер, Вильям (публицист)
Вильям Карпентер (англ. William Carpenter; 1797—1874) — английский публицист.
Приверженец свободы печати и парламентской реформы; издал много брошюр политического содержания. Главные труды: «Anecdotes of the French Revolution of 1830» (1830) и «Life and times of John Milton» (1836).

## Биография
Сын высококвалифицированного лондонского рабочего. Формального образования не получил, самостоятельно научился читать и писать, а также выучил несколько древних и современных языков. В раннем возрасте начал работать в книжном магазине в Финсбери, сначала как курьер, затем как ученик.
Находясь в Финсбери, познакомился с филологом Уильямом Гринфилдом и вместе с ним начал редактировать Scripture Magazine, который в конечном итоге разросся до четырёхтомной работы Critica Biblica (1824—1827). Эта деятельность позволила Карпентеру высвободить время для литературного творчества, и он начал писать богословские и общие труды, зарекомендовав себя в качестве автора и редактора многочисленных периодических изданий. В 1830 году он выпустил серию Political Letters, попытавшись отказаться уплачивать налог на прессу, но в мае 1831 года был осужден за нарушение закона и заключён в тюрьму. Находясь в тюрьме, редактировал политический журнал, который в 1832 году был переиздан под названием Carpenter’s Monthly Political Magazine. Активно участвовал в политической реформе, опубликовав множество трактатов и книг на эту тему в конце 1840-х годов. Был ярым сторонником чартистского движения и другом Уильяма Коббетта. Также был активным масоном и автором масонского журнала London Freemason. На протяжении всей жизни продолжал публиковать исследования библейских текстов, которые снискали ему популярность в Америке. В 1874 году опубликовал работу по британскому израилизму — The Israelites Found in the Anglo-Saxons. В пожилом возрасте почти полностью потерял зрение.